# Macroteleia
Macroteleia är ett släkte av steklar. Macroteleia ingår i familjen Scelionidae.

## Dottertaxa tillMacroteleia, i alfabetisk ordning[1]
- Macroteleia absona
- Macroteleia acuta
- Macroteleia aethiops
- Macroteleia africana
- Macroteleia amoena
- Macroteleia angelovi
- Macroteleia antennalis
- Macroteleia arcticosa
- Macroteleia atrata
- Macroteleia aurea
- Macroteleia banksi
- Macroteleia bicolora
- Macroteleia boriviliensis
- Macroteleia brevigaster
- Macroteleia bryani
- Macroteleia carinata
- Macroteleia cavifrons
- Macroteleia cebes
- Macroteleia chandelii
- Macroteleia cleonymoides
- Macroteleia compar
- Macroteleia concinna
- Macroteleia coracina
- Macroteleia cornuta
- Macroteleia crates
- Macroteleia decaryi
- Macroteleia demades
- Macroteleia densa
- Macroteleia diegoi
- Macroteleia discors
- Macroteleia dolichopa
- Macroteleia donaldsoni
- Macroteleia dones
- Macroteleia dores
- Macroteleia elissa
- Macroteleia elongata
- Macroteleia emarginata
- Macroteleia eremicola
- Macroteleia erythrogaster
- Macroteleia ethiopica
- Macroteleia exilis
- Macroteleia eximia
- Macroteleia famelica
- Macroteleia flaviceps
- Macroteleia flavigena
- Macroteleia floridana
- Macroteleia foveolata
- Macroteleia fugacious
- Macroteleia goldsmithi
- Macroteleia gracilicornis
- Macroteleia graeffei
- Macroteleia grandis
- Macroteleia herbigrada
- Macroteleia hungarica
- Macroteleia indica
- Macroteleia inermis
- Macroteleia insignis
- Macroteleia insolita
- Macroteleia insularis
- Macroteleia laevifrons
- Macroteleia lamba
- Macroteleia lambertoni
- Macroteleia larga
- Macroteleia liebeli
- Macroteleia ligula
- Macroteleia linearis
- Macroteleia livingstoni
- Macroteleia longissima
- Macroteleia macrogaster
- Macroteleia magna
- Macroteleia mahensis
- Macroteleia manilensis
- Macroteleia minor
- Macroteleia mira
- Macroteleia mongolica
- Macroteleia munda
- Macroteleia nebrija
- Macroteleia neomexicana
- Macroteleia nigra
- Macroteleia nitida
- Macroteleia nixoni
- Macroteleia occipitalis
- Macroteleia orithyla
- Macroteleia pannonica
- Macroteleia paraensis
- Macroteleia parilis
- Macroteleia peliades
- Macroteleia philippinensis
- Macroteleia pilosa
- Macroteleia platensis
- Macroteleia pulchritinis
- Macroteleia punctatifrons
- Macroteleia punctativentris
- Macroteleia punctifrons
- Macroteleia punctulata
- Macroteleia pustacola
- Macroteleia renatae
- Macroteleia rima
- Macroteleia rossi
- Macroteleia rubra
- Macroteleia rufa
- Macroteleia rufithorax
- Macroteleia rufiventris
- Macroteleia rugosa
- Macroteleia rutila
- Macroteleia sanctivincenti
- Macroteleia secreta
- Macroteleia simulans
- Macroteleia spartinae
- Macroteleia stabilis
- Macroteleia striativentris
- Macroteleia subtilis
- Macroteleia superans
- Macroteleia surfacei
- Macroteleia terminalis
- Macroteleia testaceinerva
- Macroteleia testaceipes
- Macroteleia torresia
- Macroteleia townsendi
- Macroteleia triangularis
- Macroteleia tuberata
- Macroteleia tutuilana
- Macroteleia unica
- Macroteleia upoluensis
- Macroteleia variegata
- Macroteleia versicolor
- Macroteleia veterna
- Macroteleia virginiensis
- Macroteleia viticola